# فليب فيليبس
فليب فيليبس (بالإنجليزية: Flip Phillips)‏ هو عازف كلارينيت أمريكي، ولد في 26 مارس 1915 في بروكلين في الولايات المتحدة، وتوفي في 17 أغسطس 2001 في فورت لودرديل في الولايات المتحدة.

## وصلات خارجية
- فليب فيليبس على موقع ميوزك برينز (الإنجليزية)
- فليب فيليبس على موقع أول ميوزيك (الإنجليزية)
- فليب فيليبس على موقع ديسكوغز (الإنجليزية)